# Ара Гехецик
Ара Гехецик (на арменски: Արա Գեղեցիկ, Ара Прекрасният) е персонаж от арменската митология, бог на умиращата и възкръсваща природа, митичен цар в епоса. Според преданието Ара е цар на Армения, славещ се с красотата си. Шамирам, царицата на Асирия, след смъртта на съпруга си Нин, пожелава Ара за мъж. Тя изпраща пратеници с дарове при него, като му предлага да стане цар на Асирия или, след като задоволи страстта ѝ, да се прибере у дома. Ара отказва и разгневената Шамирам започва война с Армения. Преди решителната битка тя заповядва на военачалниците си да запазят живота на Ара, но въпреки това той пада убит в сражението. Тогава по нейна заповед кучеглавите духове аралези лижат раните на Ара и той оживява. В историзираната версия на Мовсес Хоренаци, Шамирам само пуска слух, че Ара е оживял.
Според изследователите, този мит, явяващ се вариант на мита за Озирис и Изида, Тамуз и Ищар, Адонис и Астарта и пр., е създаден сред протоарменците през 2 хил. пр.н.е., както и че той ляга в основата на предадения от Платон (Plat. R. P., X 614) разказ за Ер, син на Армений, родом от Памфилия, в съчинението му Държавата.
Според преданието, на Ара Гехецик са наречени Араратската равнина и планината Цахкеванк край Ереван, чието друго име е „Ара“, а с легендата за оживяването на Ара Гехецик се свързва възвишение в село Лезк край гр. Ван, дн. Турция.